# Air Curtain
De Air Curtain is een sleuf in de stuurkuip van de Kawasaki Z 750 en Z 1000 motorfietsen (vanaf 2003) waardoor de rijwind beter over de rijder heen wordt geleid.